# Olias Barco
Pour les articles homonymes, voir Barco (homonymie).
Olias Barco est un scénariste, producteur de cinéma, photographe et réalisateur français installé à Bruxelles.

## Biographie
Olias Barco est un scénariste, réalisateur et producteur de cinéma franco-belge. Il a commencé sa carrière avec des vidéoclips (pour Ray Charles, Quincy Jones, entre autres) et des courts-métrages qui ont été distingués dans différents festivals internationaux, notamment au Festival de Cannes (Rail d’or à la Semaine de la Critique 1994). Il a ensuite réalisé son premier long-métrage, Snowboarder, en 2003. Bien que le film ait rencontré un succès critique et public mitigé en France, il a été distribué par Wild Bunch International et a connu un succès international notable.
En 2010, il a coécrit, réalisé et coproduit Kill Me Please avec Virgile Bramly, Bouli Lanners, Saul Rubinek, Virginie Efira, Benoît Poelvoorde, et Aurélien Recoing. Ce film a remporté des prix majeurs tels que le Marc'Aurelio d'Oro à Rome, ainsi que le prix du Meilleur Réalisateur et de la Critique au Festival international du film d'Odessa. De plus, il a reçu le prix du meilleur film noir au festival international de Sitges en Espagne.
Olias Barco a coécrit, réalisé et coproduit A Magical Journey, un film familial tourné en anglais avec Jean Reno, Victor Barco, Wim Willaert, Édouard Baer, Virginie Ledoyen, Virgile Bramly, Saul Rubinek, et Polina Artemenko. Le film a été distribué dans le monde entier, y compris aux États-Unis, par Blue Fox Entertainment.
Résidant en Belgique et en Ukraine, Olias Barco a également coproduit en Ukraine des films internationaux pour Netflix US ou Universal Studio, tournés là-bas, mettant en vedette des acteurs comme Jean-Claude Van Damme et Jean Reno. En mars 2022, au déclenchement de l’invasion de l’Ukraine par la Russie, il a publié une vidéo choquante montrant Paris bombardé, qui a été visionnée plus de 50 millions de fois à travers le monde. Olias Barco considère ce court-métrage comme un « film d’anticipation » sur l'escalade du conflit avec la Russie. Il vit entre la Belgique, la France, et l’Ukraine.

## Filmographie

### Réalisateur-scénariste

#### Courts et moyens métrages
- 1996 : Clin d'œil
- 1996 : La Grenouille
- 1996 : Poubelles
- 1997 : Une vie courte - coécrit avec Samuel Benchetrit
- 1997 : Chapacan
- 1998 : 3 petits points la lune
- 2014 : Raconte-moi des salades

#### Longs métrages
- 2003 : Snowboarder
- 2010 : Kill Me Please - coécrit avec Stéphane Malandrin et Virgile Bramly
- 2019 : A Magical Journey.

#### Clips
- 1996 : Say No More , Ray Charles
- 2001 : J'voulais, Sully Sefil

### Scénariste
- 2010 : Estela, d'Oscar da Silva - coscénariste avec Stéphane Malandrin

### Producteur ou coproducteur
- 1996 : One Night of Hypocrisis (court-métrage) de Nicolas Oures
- 1996 : Johnny in the Wood (court-métrage) de Franck Khalfoun
- 1998 : Saint Valentin (court-métrage) de Samuel Benchetrit
- 2003 : Snowboarder
- 2010 : Estela d'Oscar da Silva
- 2010 : Jacques de Saint Phalle, un pilote dans l'histoire (documentaire) de Juliette Goudot - film coproduit par la chaîne Histoire et l'ECPAD sur l'épopée du Normandie Niemen
- 2010 : Kill Me Please
- 2019 : Cold Blood Legacy : La Mémoire du sang de Frédéric Petitjean
- 2021 : Le Dernier Mercenaire de David Charhon

## Distinctions
- Clin d'œil : prix du public au festival de Brest et Silver Award du festival de Houston
- Poubelles : Rail d'or du meilleur court-métrage à la Semaine internationale de la critique 1994
- Raconte-moi des salades : compétition officielle court-métrage de la Berlinale 2014
- Kill Me Please : le film a reçu les trois plus grandes distinctions du Festival international du film de Rome 2010 : Grand Prix (Marc Aurel d'oro), Prix de la jeunesse (Farfalla d'oro) et Prix de la Critique (Mouse d'Oro).  Ainsi que le Prix de la critique et prix du Meilleur réalisateur du Festival international de cinéma d’Odessa 2011 ; et le Dark Fiction Motion Picture Diploma du 44e festival International du film fantastic de Catalogne (Sitgès 2011).